# Luis Arnedo
Luis Arnedo Muñoz (Almansa, 1856-Madrid, 1911) fue un compositor y crítico musical español.

## Biografía
Nació el 30 de noviembre de 1856 en la localidad albaceteña de Almansa. Fundador de una revista titulada La Crítica Teatral y dedicado al estudio del piano y a la enseñanza de la música, encauzó su actividad al teatro y dirigió las orquestas de la Zarzuela, el Romea, el Martín y otros recintos de Madrid y del resto de España. Maestro compositor, realizó colaboraciones literarias en publicaciones periódicas como El País, Nuevo Mundo, La Prensa, La Nueva Prensa, La Patria, Vida Nueva, España Artística, Teatro Hispano-americano y Gente Conocida. Fue autor del apropósito de costumbres madrileñas A la pradera, á la pradera, con libreto de Juan Maestre, y la zarzuelita Estar en vilo, con letra de Mariano de Larra. También compuso obras de parodia como El balido del zulú, La golfemia, Forca, Carmela y Lorencín. Arnedo, que en sus últimos años trabajaba como maestro concertador en el Teatro Real, falleció el 13 de marzo de 1911 en Madrid.